# Tunney Hunsaker
Tunney Morgan Hunsaker (1º de septiembre de 1930 – 27 de abril de 2005) fue un boxeador profesional americano que trabajó como jefe policial en Fayetteville, Virginia Occidental. Nació en  Princeton (ciudad occidental de Kentucky), en  el Condado Caldwell.

## Carrera de aplicación de la ley
Hunsaker sirvió como  jefe de policía en Fayetteville por 38 años, y luego fue inducido al Salón de la Fama de Aplicación de la Ley.
En su juventud, Hunsaker sirvió en la Fuerza Aérea de los Estados Unidos, con base en Lackland AFB de San Antonio, Texas.

## Carrera en el Boxeo
En 1960, Hunsaker fue el primer adversario de Cassius Clay (conocido después como Muhammad Ali) en una pelea de boxeo profesional. Después del combate Hunsaker dijo, "Clay fue tan rápido como un relámpago ... Probé todos los trucos que conocía para que perdiera el equilibrio pero fue muy bueno". En un pequeño perfil de la pelea del enero siguiente, se informó que el joven Cassius había comentado que el estilo de Hunsaker era muy diferente de lo que Clay había descubierto como boxeador aficionado y olímpico; el  joven luchador admitió nerviosismo al entrar, y que el estilo profesional antes mencionado de Hunsaker le había dado problemas. Este respeto parece genuino, ya que fue duradero: en su autobiografía, Ali dijo que Hunsaker le dio uno de los golpes corporales más duros que había sufrido durante su carrera. Ali y Hunsaker se hicieron buenos amigos y se mantuvieron en contacto a lo largo de los años. Hunsaker dijo que no estaba de acuerdo con la decisión de Ali de rechazar el servicio militar, pero lo elogió como un gran humanitario y atleta.
En el juego de lucha, Hunsaker era un peso pesado pequeño, quizás más adecuado para una clasificación de mediopesado (límite de 175 libras); hoy, podría competir como un peso crucero (límite de 190 libras). Peleó como boxeador, por su propia cuenta. Hunsaker apareció una vez en la cartelera del Madison Square Garden. Hunsaker terminó con un récord de 17 triunfos, 15 derrotas, 8 ganadas por KO. Su carrera terminó después de una lesión en la cabeza al boxear sufrida el 6 de abril de 1962, en Beckley, Virginia Occidental. Trasladado rápidamente a un hospital de Beckley, Hunsaker estuvo en coma por cinco días durante los cuales se sometió a dos operaciones cerebrales. Hunsaker sufrió los efectos físicos de esta último pelea por el resto de su vida. Tenía 74 años cuando murió después de una larga batalla contra la enfermedad de Alzheimer.

### Registro de boxeo profesional
| 17 Ganadas (8 nocauts, 9 decisiones), 15 Pérdidas (7 nocauts, 8 decisiones), 1 Empate |         |                     |      |       |                          |                                                                                         | |
| Resultado                                                                             | Récord  | Adversario          | Tipo | Ronda | Fecha                    | Ubicación                                                                               | Notas |
| Pérdida                                                                               | 17–15–1 | Joe Shelton         | KO   | 10    | 6 de abril de 1962       | Centro de Convenciones del Condado de Raleigh en Beckley, Beckley (Virginia Occidental) | Hunsaker fue noqueado a 2:43 del décimo asalto. Hunsaker estuvo en coma durante nueve días después de la pelea. |
| Ganada                                                                                | 17–14–1 | Thomas Dejarnette   | KO   | 1     | 24 de febrero de 1962    | Virginia Occidental Estatal Penitentiary, Beckley, Virginia Occidental                  | |
| Pérdida                                                                               | 16–14–1 | Sonny Banks         | KO   | 2     | 16 de octubre de 1961    | Detroit, Míchigan                                                                       | |
| Pérdida                                                                               | 16–13–1 | Thomas Dejarnette   | TKO  | 8     | 28 de septiembre de 1961 | Virginia Occidental Estatal Penitentiary, Beckley, Virginia Occidental                  | El árbitro detuvo la pelea a las 2:10 del octavo asalto.                                                        |
| Ganada                                                                                | 16–12–1 | Herman Wilson       | TKO  | 6     | 22 de agosto de 1961     | Fairgrounds Estadio, Louisville, Kentucky                                               | |
| Pérdida                                                                               | 15–12–1 | Tod Arenque         | UD   | 10    | 25 de abril de 1961      | Auditorio de ciudad, Houston, Texas                                                     | |
| Pérdida                                                                               | 15–11–1 | Alejandro Lavorante | KO   | 5     | 21 de marzo de 1961      | Freeman Coliseum, San Antonio, Texas                                                    | Hunsaker fue noqueado a los 2:31 del quinto asalto.                                                             |
| Pérdida                                                                               | 15–10–1 | Cassius Clay        | UD   | 6     | 29 de octubre de 1960    | Sala de libertad, Louisville, Kentucky                                                  | La primera pelea profesional de Ali. 19-30, 24-30, 23-30.                                                       |
| Pérdida                                                                               | 15–9–1  | Tom McNeeley        | TKO  | 9     | 12 de abril de 1960      | Arena de Boston, Boston, Massachusetts                                                  | El árbitro detuvo el combate al 1:30 del noveno asalto.                                                         |
| Pérdida                                                                               | 15–8–1  | Johnny Jenkins      | SD   | 6     | 5 de febrero de 1960     | Madison Square Garden, Ciudad de Nueva York                                             | |
| Pérdida                                                                               | 15–7–1  | Jim O'Connell       | PTS  | 10    | 16 de enero de 1960      | Kenova, Virginia Occidental                                                             | |
| Pérdida                                                                               | 15–6–1  | Hosea Chapman       | UD   | 12    | 14 de noviembre de 1959  | Auditorio conmemorativo, Fayetteville, Virginia Occidental                              | Título de peso pesado de West Virginia..                                                                        |
| Pérdida                                                                               | 15–5–1  | Bert Whitehurst     | TKO  | 10    | 30 de septiembre de 1959 | Charlotte, Carolina del Norte                                                           | |
| Pérdida                                                                               | 15–4–1  | Ernie Terrell       | PTS  | 8     | 24 de julio de 1959      | Sala de libertad, Louisville, Kentucky                                                  | |
| Ganada                                                                                | 15–3–1  | Bennie Thomas       | PTS  | 8     | 1 de julio de 1959       | Louisville, Kentucky                                                                    | |
| Empate                                                                                | 14–3–1  | Hosea Chapman       | SD   | 12    | 20 de junio de 1959      | Ravenswood, Virginia Occidental                                                         | Título de peso pesado de West Virginia. 54-54, 54-55, 58-55.                                                    |
| Ganada                                                                                | 14–3    | Billy Walters       | KO   | 1     | 2 de mayo de 1959        | Fayetteville, Virginia Occidental                                                       | |
| Ganada                                                                                | 13–3    | Terrell Pruitt      | UD   | 6     | 28 de marzo de 1959      | Sala de libertad, Louisville, Kentucky                                                  | |
| Ganada                                                                                | 12–3    | Tiny Gibson         | KO   | 3     | 30 de septiembre de 1958 | Fayetteville, Virginia Occidental                                                       | |
| Ganada                                                                                | 11–3    | Herbert Cabello     | KO   | 2     | 16 de agosto de 1958     | Auditorio conmemorativo, Fayetteville, Virginia Occidental                              | |
| Pérdida                                                                               | 10–3    | Emil Brtko          | KO   | 2     | 23 de junio de 1958      | Estadio de instituto, Charleroi, Pensilvania                                            | Hunsaker fue noqueado a 1:58 del segundo asalto.                                                                |
| Gana                                                                                  | 10–2    | Jim Saddler         | SD   | 6     | 9 de junio de 1953       | Auditorio municipal, San Antonio, Texas                                                 | |
| Ganada                                                                                | 9–2     | O'Neal Crocker      | TKO  | 4     | 2 de junio de 1953       | Ringside Club, Houston, Texas                                                           | |
| Ganada                                                                                | 8–2     | Carl Griffin        | KO   | 1     | 20 de abril de 1953      | Dallas Sportatorium, Dallas, Texas                                                      | Griffin fue noqueado a 1:11 del primer asalto.                                                                  |
| Ganada                                                                                | 7–2     | Joe Arthur          | SD   | 10    | 10 de marzo de 1953      | Auditorio municipal, San Antonio, Texas                                                 | |
| Ganada                                                                                | 6–2     | Rancherio Alonzo    | PTS  | 8     | 10 de febrero de 1953    | Auditorio municipal, San Antonio, Texas                                                 | |
| Pérdida                                                                               | 5–2     | Rancherio Alonzo    | PTS  | 6     | 30 de diciembre de 1952  | Auditorio municipal, San Antonio, Texas                                                 | |
| Pérdida                                                                               | 5–1     | Whitey Berlier      | PTS  | 10    | 5 de noviembre de 1952   | Houston, Texas                                                                          | |
| Ganada                                                                                | 5–0     | Pat Viola           | UD   | 6     | 20 de octubre de 1952    | Auditorio municipal, San Antonio, Texas                                                 | |
| Ganada                                                                                | 4–0     | Jesús Vargas        | KO   | 3     | 7 de octubre de 1952     | Auditorio municipal, San Antonio, Texas                                                 | |
| Ganada                                                                                | 3–0     | Rancherio Alonzo    | PTS  | 6     | 23 de septiembre de 1952 | Auditorio municipal, San Antonio, Texas                                                 | |
| Ganada                                                                                | 2–0     | Pat Viola           | PTS  | 6     | 31 de julio de 1952      | Austin, Texas                                                                           | |
| Ganada                                                                                | 1–0     | Pat Viola           | UD   | 4     | 22 de julio de 1952      | Auditorio municipal, San Antonio, Texas                                                 | |

## Vida personal

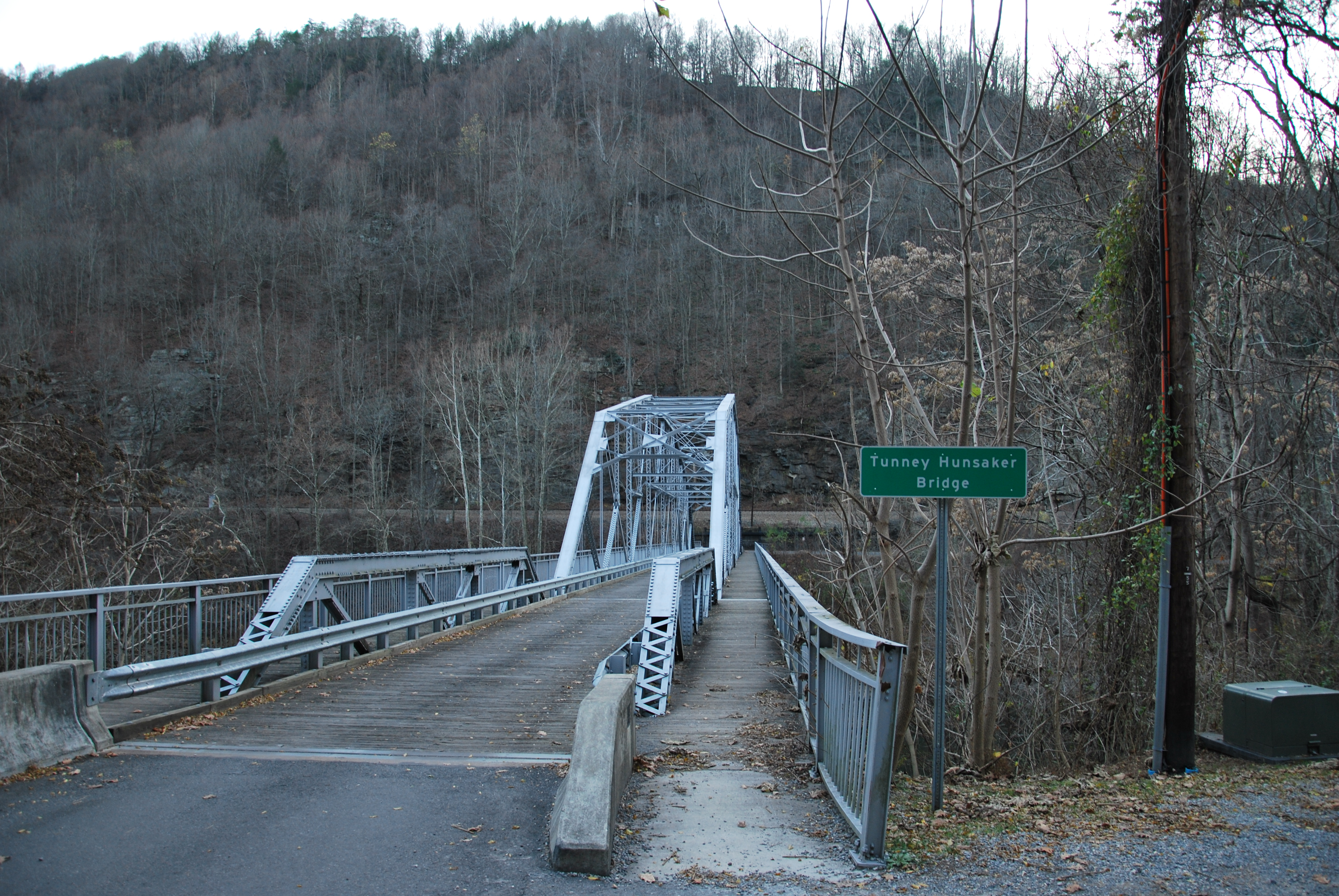
Puente Tunney Hunsaker

En su vida privada, Hunsaker estuvo activo en la Iglesia del Nazareno de Oak Hill durante muchos años, enseñando una clase de Escuela Dominical a niños de quinto y sexto grado. Fue tres veces nombrado maestro de escuela dominical del año. En el momento de su muerte en 2005, estuvo casado con su esposa Patricia durante más de treinta años. 
El Puente de la estación de Fayette de la Ruta del condado 82 sobre el New River en la parte inferior de New River Gorge ha sido nombrado Hunsaker.

## Más lectura
- Muhammad Ali: His Life and Times [Muhammad Ali: Su Vida y Tiempo] (en inglés) (libro) por Thomas Hauser (1991). Nueva York: Simon & Schuster.